# Fördärvet, Långholmen

Fördärvet är en byggnad på ön Långholmen i Stockholm. Byggnaden var på 1800-talets mitt en krog och fick då sitt öknamn "Fördärvet".
| "Fördärvet", fasad mot syd till vänster, fasad mot öst till höger, mars 2010. |  | "Fördärvet", fasad mot syd till vänster, fasad mot öst till höger, mars 2010. |
| "Fördärvet", fasad mot syd till vänster, fasad mot öst till höger, mars 2010. |  |                                                                               |

När man närmar sig Långholmen via Pålsundsbron  syns "Fördärvet"  direkt vid brons västra brofäste.  Det är ett enkelt tvåvåningshus med putsade fasader och ett plåttäckt  sadeltak. I sockeln mot västsidan sitter några ankarjärn av smide som bildar siffrorna "3" och "9". Mot Pålsundet finns en tillbyggd veranda som är av nyare datum.
Huset blev aldrig helt färdigställt så som det var planerat när bygget påbörjades 1743. Det skulle bli bostad för varvsmästaren på Långholmsvarvet, men arbetena avbröts och huset blev smedja. På 1790-talet blev huset ombyggt till att innehålla bostäder. 
I mitten på 1800-talet fanns en krog här och den tiden gav byggnaden sitt nuvarande namn. Här kunde man fördärva sin ekonomi. Namnet talar för sig och hör till samma kategori som Pungpinan och Sista styvern.